# Нови талас (фестивал)
Нови талас (рус. Новая волна, лет. Jaunais Vilnis) је интернационални музички фестивал који се организује од 2002. На фестивалу учествују млади извођачи забавне музике. Такмичење обично траје 6 дана; током прва три, учесници се представљају са својим композицијама, наредна два дана су предодређена за свечане прилике, а на задњи, шести дан, објављују се коначни резултати и проглашава се победник фестивала, након чега следује завршни концерт.
Основали су га руски композитор Игор Крутој и летонски пијаниста и композитор Рејмонд Полс, а расту популарности такмичења, нарочито је допринела руска мегазвезда Ала Пугачова.
Позната имена која су учествовала на фестивалу су Сергеј Лазарев, Џамала, Дима Билан, Smash!!, Полина Гагарина, Њуша и многи други.
Националну химну фестивала, До свидания, Юрмала! (Збогом Јурмала!), компоновао је Игор Крутој, а текст написао Игор Николајев. Химна се изводи задњи дан одржавања фестивала, као церемонија његовог затварања.
Фестивал се првобитно одржавао у летонском граду Јурмала, а од 2015, његов домаћин је Сочи.

## Победници фестивала
| Година | Земља                            | Победник                         |
| ------ | -------------------------------- | -------------------------------- |
| 2002   | Русија                           | Smash!!                          |
| 2003   | Русија                           | Анастасија Стотскаја             |
| 2004   | Летонија                         | Космос                           |
| 2005   | Летонија                         | Интарс Бусулис                   |
| 2006   | САД                              | Анџелина Ла Рос                  |
| 2007   | Молдавија                        | Наталија Гордјенко               |
| 2008   | Грузија                          | Дуо Грузија                      |
| 2009   | Индонезија, Украјина             | Сенди Сондоро, Џамала            |
| 2010   | Јерменија                        | Сона Шахгелдјан                  |
| 2011   | САД                              | Џејден Фелдер                    |
| 2012   | Русија                           | Нило                             |
| 2013   | Куба                             | Роберто Кел Торес                |
| 2014   | Грузија                          | Нутса Бузаладзе                  |
| 2015   | Хрватска                         | Дамир Кеџо                       |
| 2016   | Хрватска, Италија                | Дино Јелусић, Волтер Ричи        |
| 2017   | Узбекистан, Молдавија, Јерменија | Сардор Милано, Доредос, Ерна Мир |